# Biddestone
Biddestone – wieś w Anglii, w hrabstwie Wiltshire. Leży 52 km na północny zachód od miasta Salisbury i 144 km na zachód od Londynu.